# Бета Малого Коня
Бета Малого Коня (β Бета Малого Коня, Beta Equulei, сокращ.  Beta Equ, β Equ) — звезда в северном созвездии Малый Конь. Звезда имеет видимую звёздную величину 5.15m, и, согласно шкале Бортля, видна невооруженным глазом как минимум на засвеченном пригородном небе (англ. Bright suburban sky). Радиальная гелиоцентрическая скорость звезды равна −11 км/с и это значит, что звезда приближается к Солнцу.
Из измерений параллакса, полученных во время миссии Hipparcos, известно, что звезда удалена примерно на 133 ± 4 св. лет (41 ± 1 пк). Звезда наблюдается севернее 84° ю. ш., то есть практически на всей территории обитаемой Земли, за исключением Антарктиды. Лучшее время наблюдения — август.
В то время как Бета должна быть второй по яркости звездой в созвездии, она таковой, отнюдь, не является. Альфа — звезда четвёртой величины, действительно является первой. Номер два — Дельта Малого Коня, затем следует Гамма Малого Коня и только на четвёртом месте идёт Бета — звезда пятой величины.

## Свойства звезды
Спектральный класс Бета Малого Коня — A3V, что означает, что она значительно больше (4,02 {\displaystyle R_{\bigodot }}) и значительно ярче нашего Солнца (78,3 {\displaystyle L_{\bigodot }}), также это указывает на то, что водород в ядре звезды служит ядерного «топливом», то есть звезда находится на главной последовательности. Звезда излучает энергию со своей внешней атмосферы при эффективной температуре около 9 000 К, что придаёт ей бело-желтый оттенок звёзды главной последовательности спектрального класса A.
Вращаясь с экваториальной скоростью 58,0 км/с (то есть со скоростью практически в 28 раза больше солнечной), этой звезде требуется порядка 3,7 дня, чтобы совершить полный оборот. Бета Малого Коня имеет возраст 600 млн. лет, а это значит что она ещё очень молодая и планетная система, которая пока у звезды не обнаружена, ещё только формируется. У звезды обнаружен избыток инфракрасного излучения, указывающий на наличие остаточного диска. Средняя температура пыли в отом диске составляет 85 К, что указывает на то, что размеры этого диска весьма велики: большая полуось его орбиты составляет 104 а.е. (то есть почти в 2,5 раза больше орбиты Плутона).

## Оптическая кратность звезды
Кратность Бета Малого Коня была открыта в Дж. Гершелем до 1871 года (AB, AС, AE). Однако в каталоге даты их открытия были записана 1877 или 1878 годами. Дело в том, что Дж. Гершелем умер в 1871 году и его записи были опубликованы после его смерти. Четвёртая звезда (CD) была открыта Ш. Бёрнхемом в 1877 году. Согласно Вашингтонскому каталогу визуально-двойных звёзд, параметры этих компонентов приведены в таблице:
| Компонент | Год  | Количество измерений | Позиционный угол | Угловое расстояние | Видимая звёздная величина 1 компонента | Видимая звёздная величина 2 компонента |
| AB        | 1878 | 3                    | 260°             | 31.6"              | 5.16m                                  | 13.6m                                  |
| AB        | 1912 | 3                    | 257°             | 34.4"              | 5.16m                                  | 13.6m                                  |
| AC        | 1877 | 4                    | 309°             | 67.4"              | 5.16m                                  | 11.6m                                  |
| AC        | 1912 | 4                    | 307°             | 69.2"              | 5.16m                                  | 11.6m                                  |
| AE        | 1878 | 3                    | 276°             | 86.3"              | 5.16m                                  | 12.1m                                  |
| AE        | 1912 | 3                    | 274°             | 89.2"              | 5.16m                                  | 12.1m                                  |
| CD        | 1877 | 2                    | 10°              | 6"                 | 11.6m                                  | 12.6m                                  |
| CD        | 1901 | 2                    | 8°               | 5.8"               | 11.6m                                  | 12.6m                                  |

Однако, у звезды, похоже, нет спутников. Когда-то считалось, что у неё есть четыре тусклых звездных компаньона на расстоянии 34.4, 69.2, 89.2 и 5.8 секунд дуги, однако, измерения их движения показывают, что они движутся очень быстро, и, скорее всего, визуальные спутники не имеет гравитационной связи с Бета Малого Коня, то есть звёзды просто находится на линии прямой видимости. Причём, пара CD действительно может быть настоящей двойной звездой, хотя о ней мало, что известно.